# Rimu Matsuoka
Rimu Matsuoka (松岡 瑠夢 Matsuoka Rimu?), född 22 juli 1998 i Tokyo prefektur, är en japansk fotbollsspelare.
Matsuoka började sin karriär 2016 i FC Tokyo.